# Singkohor
Singkohor (indonez. Kecamatan Singkohor) – kecamatan w kabupatenie Aceh Singkil w okręgu specjalnym Aceh w Indonezji.
Kecamatan ten znajduje się w północnej części Sumatry i składa się z trzech części. Część północna graniczy od zachodu z kabupatenem Kota Subulussalam, a od pozostałych stron z kecamatanem Suro. Największa część środkowa graniczy od północnego zachodu z kabupatenem Kota Subulussalam, od wschodu z kecamatanem Suro, a od południowego zachodu z kecamatanem Kota Baharu. Najmniejsza część południowa graniczy od wschodu z kecamatanem Gunung Meriah, a od pozostałych stron z kecamatanem Kota Baharu.
W 2019 roku kecamatan ten zamieszkiwało 6725 osób, z których wszystkie stanowiły ludność wiejską. Mężczyzn było 3238, a kobiet 3487. W 2010 roku 5290 osób wyznawało islam, a 18 chrześcijaństwo.
Znajdują się tutaj miejscowości: Lae Pinang, Lae Sipola, Mukti Jaya, Pea Jambu, Singkohor, Sri Kayu.